# Steffi Martin
Pour les articles homonymes, voir Martin et Walter.
Steffi Martin puis Steffi Walter après son mariage, née le 17 septembre 1962 à Bad Schlema (RDA) et morte le 21 juin 2017est une lugeuse est-allemande puis allemande.
Elle a pratiqué ce sport au plus haut niveau durant les années 1980. Au cours de sa carrière, elle a notamment remporté deux titres olympiques en 1984 à Sarajevo puis en 1988 à Calgary, ainsi que deux titres de championne du monde en 1983 à Lake Placid et en 1985 à Oberhof.
Sa carrière sportive terminée, elle exerce comme physiotherapeute. À seulement 45 ans, elle est considérée comme handicapée du fait de l'usure prématurée des disques de ses vertèbres et de l'articulation de la hanche, conséquences de la pratique assidue de son sport.
Elle meurt à 54 ans d'un cancer

## Palmarès
| Compétitions / Année    | 1982 | 1983 | 1984 | 1985 | 1986 | 1987 | 1988 |
| ----------------------- | ---- | ---- | ---- | ---- | ---- | ---- | ---- |
| Jeux olympiques d'hiver |      |      | 1er  |      |      |      | 1er  |
| Championnats du monde   |      | 1er  |      | 1er  |      |      |      |
| Coupe du monde          |      |      | 1er  |      |      |      |      |
| Championnats d'Europe   | 2e   |      |      |      | 2e   |      |      |

### Coupe du monde
- 1 gros globe de cristal en individuel : 1984.
- 11 podiums individuels : 
  - en simple : 6 victoires, 3 deuxièmes places et 2 troisièmes places.